# 逆襲!大平原
『逆襲!大平原』（ぎゃくしゅう!だいへいげん、原題：Romolo e Remo）は、1961年制作のイタリアの歴史映画（ソード&サンダル）。
ローマの建国神話に登場する双子の兄弟でローマの建設者「ロームルスとレムス」を題材としている。セルジオ・コルブッチ監督、スティーヴ・リーヴス主演。また、セルジオ・レオーネが脚本に参加している。

## キャスト
- ロモロ：スティーヴ・リーヴス
- レモ：ゴードン・スコット
- ジュリア：ヴィルナ・リージ
- アムリウス王：フランコ・ヴォルピ
- シルヴィア：ラウラ・ソラーリ
- ファウストゥルス：アンドレア・ボシック
- マッシモ・ジロッティ
- ジャック・セルナス
- オルネラ・ヴァノーニ

## ギャラリー

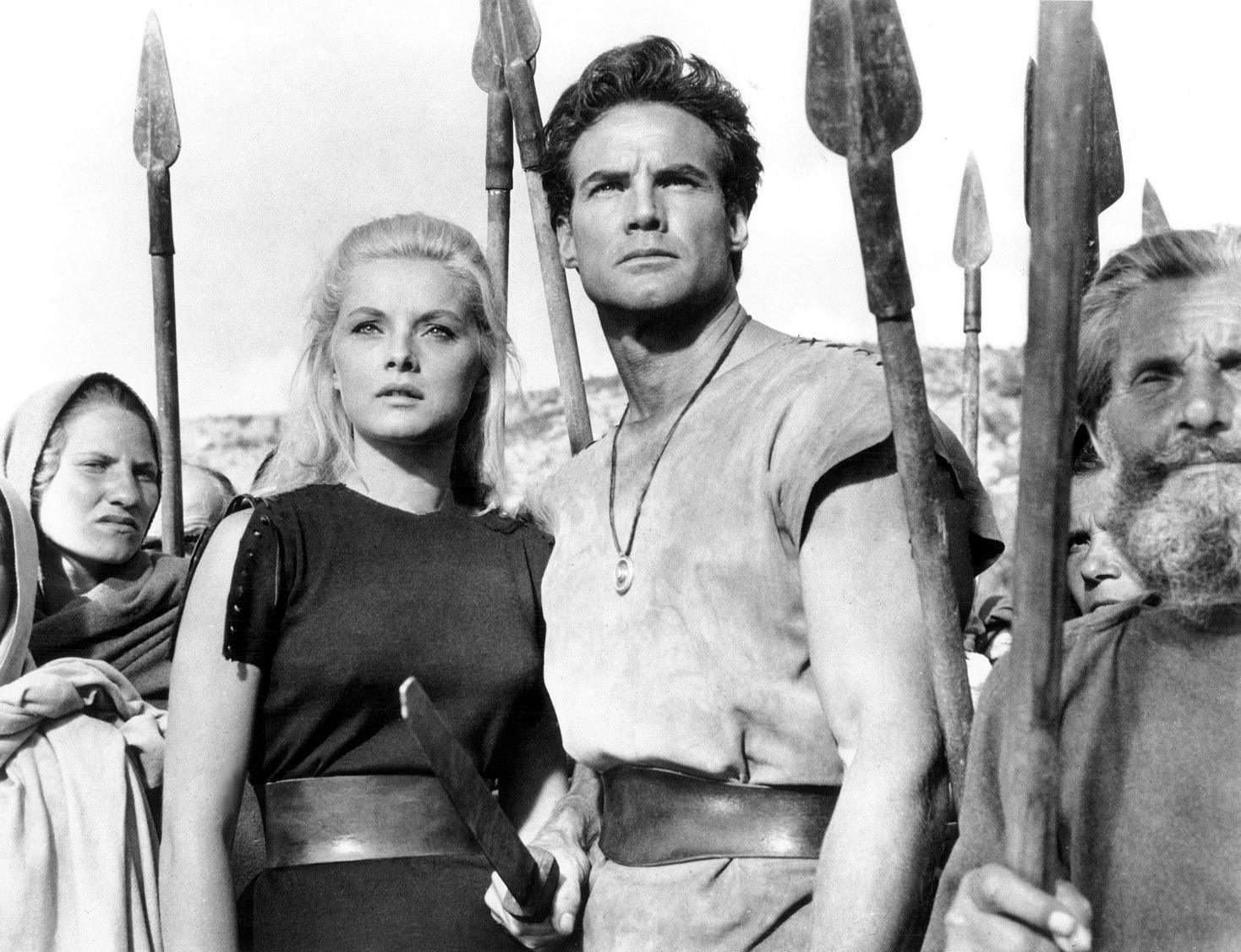
スティーヴ・リーヴス（右）とヴィルナ・リージ